# 30 ربيع الأول
- السبت
- الأحد
- الاثنين
- الثلاثاء
- الأربعاء
- الخميس
- الجمعة

- 2731 أغسطس 2024
- 281 سبتمبر 2024
- 292 سبتمبر 2024
- 303 سبتمبر 2024
- 14 سبتمبر 2024
- 25 سبتمبر 2024
- 36 سبتمبر 2024
- 47 سبتمبر 2024
- 58 سبتمبر 2024
- 69 سبتمبر 2024
- 710 سبتمبر 2024
- 811 سبتمبر 2024
- 912 سبتمبر 2024
- 1013 سبتمبر 2024
- 1114 سبتمبر 2024
- 1215 سبتمبر 2024
- 1316 سبتمبر 2024
- 1417 سبتمبر 2024
- 1518 سبتمبر 2024
- 1619 سبتمبر 2024
- 1720 سبتمبر 2024
- 1821 سبتمبر 2024
- 1922 سبتمبر 2024
- 2023 سبتمبر 2024
- 2124 سبتمبر 2024
- 2225 سبتمبر 2024
- 2326 سبتمبر 2024
- 2427 سبتمبر 2024
- 2528 سبتمبر 2024
- 2629 سبتمبر 2024
- 2730 سبتمبر 2024
- 281 أكتوبر 2024
- 292 أكتوبر 2024
- 303 أكتوبر 2024
- 14 أكتوبر 2024

30 ربيع الأوَّل أو 30 ربيع الأنوار أو يوم 30 \ 3 (اليوم الثلاثون من الشهر الثالث) هو اليوم التاسع والثمانين من أيَّام السنة (أو التسعين لو كان شهر صفر مُتممًا لليوم الثلاثين) وفق التقويم الهجري القمري (العربي)، وهو اليوم الأخير من أيام شهر ربيع الأوَّل، ولا يتكرر هذا اليوم لأن الرؤية قد تثبت عند يوم 29. يبقى بعده 265 أو 266 يومًا لانتهاء السنة.

## أحداث
- 1318 هـ - إسبانيا وفرنسا توقعان اتفاقا يحدد مناطق نفوذ كل منهما في منطقة الصحراء الغربية.
- 1326 هـ - محمد الكلزة يصدر جريدة «وادي النيل» في الإسكندرية، وكانت جريدة موالية للحزب الوطني الذي أنشأه الزعيم الوطني مصطفى كامل، وكان يكتب فيها أبرز الكتاب في ذلك الوقت.
- 1343 هـ - سعد زغلول يشكل أول وزارة شعبية في مصر بعد انتخابات فاز فيها مناصروه بمعظم مقاعد البرلمان.
- 1375 هـ - صالح بن يوسف الأمين العام للحزب الدستوري الجديد في تونس يرفض حضور مؤتمر الحزب في صفاقس، ويتهم رئيس الحزب الحبيب بورقيبة بالخيانة، ويدعو إلى مقاومة الفرنسيين.
- 1376 هـ -
  - العمال العرب ينسفون أنابيب البترول في كل من سوريا وليبيا والبحرين والسعودية لمنع البترول عن المعتدين أثناء العدوان الثلاثي على مصر.
  - قوات الاحتلال الإسرائيلي تنفذ مجزرة بحق مئات الفلسطينيين من سكان مدينة خان يونس خلال حملتها لاحتلال قطاع غزة.
- 1380 هـ - إعلان استقلال جمهورية مالي، وكانت خاضعة للاستعمار الفرنسي الذي احتلها سنوات طويلة، وعرفت باسم السودان الفرنسي، وكان أول رئيس لها بعد الاستقلال الزعيم موديبوكيتا.
- 1381 هـ - القوات العربية المشتركة المشكلة بقرار من جامعة الدول العربية تصل إلى الكويت وذلك على خلفية الأزمة بين الكويت والعراق.
- 1384 هـ - الطائرات التركية تغير على جزيرة قبرص التي تضم أقلية مسلمة من أصل تركي.
- 1396 هـ - انتفاضة فلسطينية داخل الخط الأخضر تؤدي إلى استشهاد ستة فلسطينيين.
- 1397 هـ - رئيسة وزراء الهند أنديرا غاندي تستقيل من منصبها بعد خسارتها الانتخابات النيابية.
- 1404 هـ - التونسيون يقومون بانتفاضة ومظاهرات كبيرة ضد الحكومة لارتفاع أسعار المواد الغذائية.
- 1411 هـ - ثلاثون ألف شخص يتظاهرون في باريس احتجاجا على مشاركة فرنسا في الحرب التي شنتها الولايات المتحدة الأمريكية وحلفائها على العراق بسبب احتلالها للكويت.
- 1425 هـ - بدء محاكمة الجنود الأمريكيين المتهمين بإساءة معاملة المعتقلين العراقيين في سجن أبو غريب.
- 1426 هـ - فوز حزب التجمع الدستوري الديمقراطي الحاكم بتونس بأغلبية الأصوات في انتخابات المجالس البلدية وسط غياب أحزاب المعارضة الرئيسية التي اتهمت السلطات بإقصاء كل مرشحيها باستخدام التهديدات والرشاوى. وقد شارك في الانتخابات 5 أحزاب، هي الحزب الحاكم و4 أحزاب معارضة صغيرة ينظر إليها على أنها مقربة من الحكومة.
- 1429 هـ - إضراب عام في مصر ضد الغلاء والفساد يؤدي إلى اعتقال عدد من المعارضين ووقوع أحداث شغب في مدينة المحلة الكبرى.
- 1430 هـ - انشقاق سد «كینتونك» في إندونيسيا، الأمر الذي أسفر عن إغراق مئات المنازل ومقتل حوالي 99 شخصًا.
- 1436 هـ - الحُوثيّون يُحكمون السيطرة على دار الرئاسة والقصر الجمهوري في صنعاء باليمن.
- 1438 هـ - الإعلان عن اتفاق روسي تركي لوقف إطلاق النار في سوريا تمهيدًا لحل سياسي ينهي الأزمة السورية.
- 1441 هـ - حرق القنصلية الإيرانية في النجف، وإيران تُطالب بمحاسبة المتسببين في الحادثة، والأمن يقتل العشرات في محافظتي النجف وذي قار التي شهدت مجزرة الناصرية، ورئيس الوزراء العراقي يعلن نيته الاستقالة.

## مواليد
- 3 هـ - الحسن بن علي بن أبي طالب، حفيد الرسول محمد وخامس الخلفاء الراشدين وثاني أئمة الشيعة. (وفق بعض الروايات)
- 1328 هـ - عمر أبو ريشة، شاعر سوري.
- 1332 هـ - نجمة إبراهيم، ممثلة مصرية.
- 1377 هـ -
  - صفاء السبع، ممثلة مصرية.
  - إسماعيل الراشد، ممثل كويتي.
- 1387 هـ - لمياء الجداوي، ممثلة مصرية.
- 1389 هـ - آيس كيوب، ممثل أمريكي.
- 1405 هـ - ريفان كنعان، ممثلة لبنانية مقيمة في السعودية.

## وفيات
- 450 هـ - علي بن محمد البصري الماوردي، فقيه شافعي.
- 564 هـ - عبد الرحمن بن علي الحلواني، فقيه أصولي ومفسّر عراقي.
- 1290 هـ - رفاعة الطهطاوي، من قادة النهضة العلمية في مصر ومنشأ مدرسة الألسن.
- 1324 هـ - هنريك إبسن، كاتب مسرحي نرويجي، وأحد رواد الحداثة في القرن العشرين.
- 1342 هـ - كاظم السبتي، فقيه مسلم وشاعر وخطيب عراقي.
- 1395 هـ - عبد الرحمن تاج، شيخ الجامع الأزهر.
- 1402 هـ - عبد الوارث عسر، ممثل مصري.
- 1422 هـ - سعاد حسني، فنانة مصرية.
- 1428 هـ - حسن أبو السعود، موسيقي مصري.
- 1430 هـ - شوقي شامخ، ممثل مصري.
- 1435 هـ - زيزي البدراوي، ممثلة مصرية.

## وصلات خارجية
- موقع قصة الإسلام: حدث في شهر ربيع الأوَّل.